# Expédition des Portes de Fer

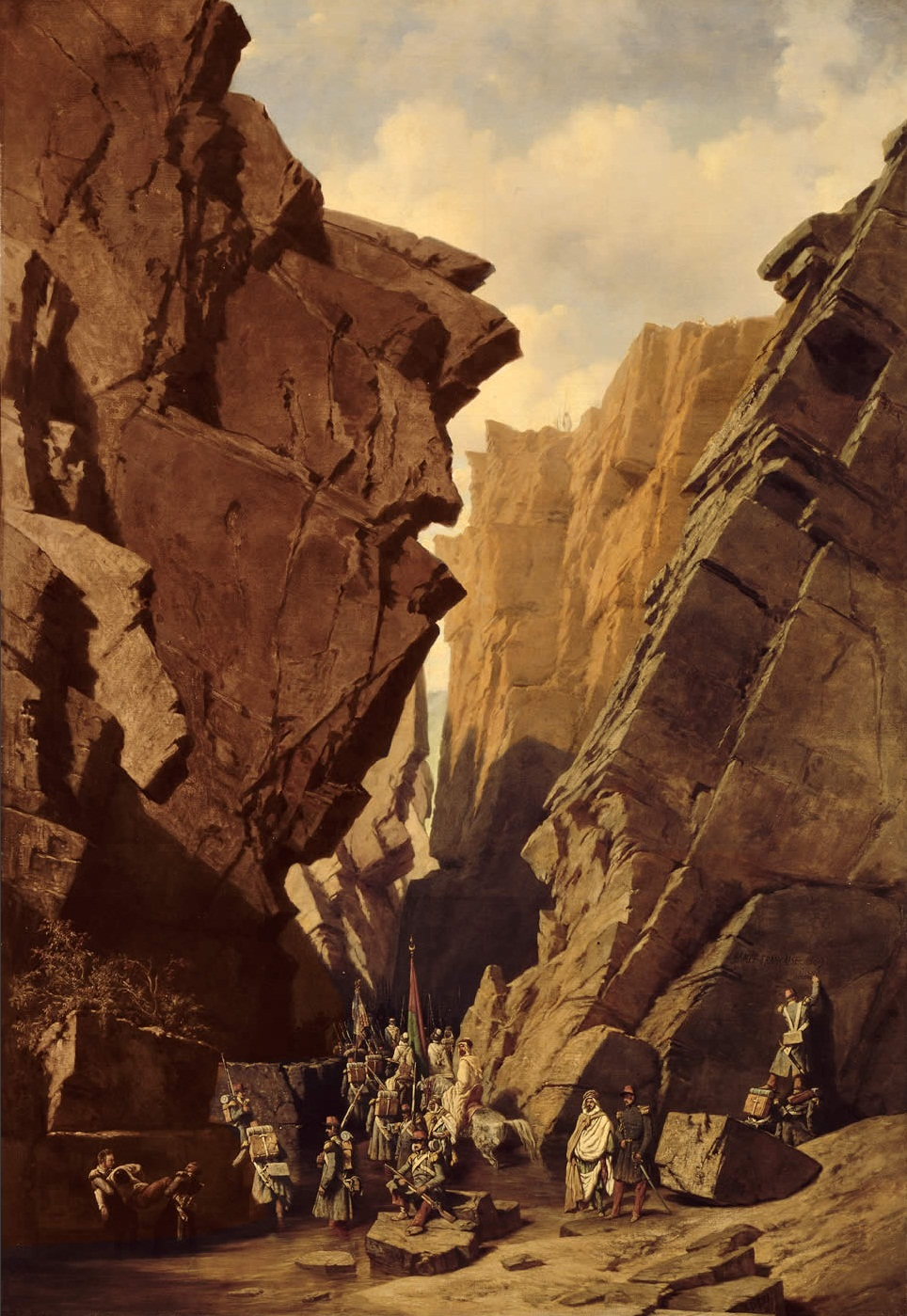
Le Passage des Portes de fer en Algérie, 18 octobre 1839 par Adrien Dauzats.

Pour les articles homonymes, voir Portes de Fer.
L'expédition des Portes de Fer, également appelée expédition des Bibans est une opération militaire de l'armée française en octobre 1839, visant à établir une liaison terrestre entre Alger et Constantine, en passant par deux défilés des monts Bibans, dits « les Portes de Fer ». Elle a lieu dans un contexte de rivalité entre l'émir Abd el Kader et les Français dans le sud de la Kabylie par alliés interposés.  
Les Mokranis, seigneurs locaux, sont alors divisés en deux factions : Abdesslam Mokrani, est reconnu comme khalifa (allié, représentant) de la Medjana par Abd el Kader alors que Ahmed El Mokrani est reconnu comme khalifa de la Medjana par la France. Ahmed Mokrani, permet aux troupes françaises de passer les Portes de Fer, leur donnant l'autorisation de passage pour contrer l'influence d'Abdesslam, allié à l'émir Abd El Kader. Il reconstitue son fief et triomphe d'Abdesslam Mokrani en 1841. La traversée de ce territoire ne respectant pas les clauses du traité de la Tafna signé en 1837 avec l'émir Abd el-Kader, celui-ci est amené à reprendre les hostilités.

## Les Portes de Fer

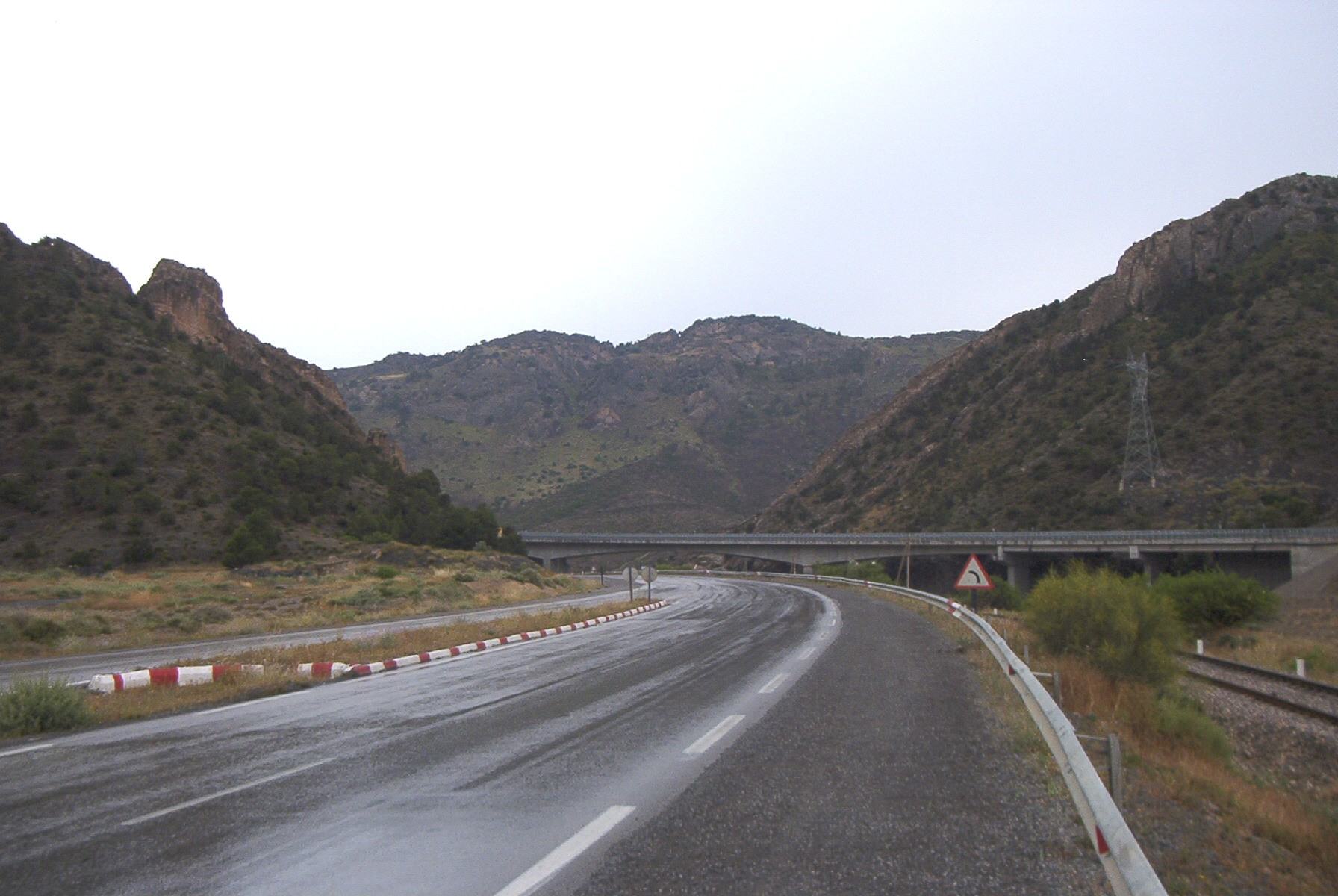
La RN5, le chemin de fer et le viaduc de l'autoroute Est-Ouest traversant Bab el Kebir.

L'oued LEMHIR est formé par deux branches : l'oued Bouktone (branche Est) et l'oued Chebba (branche Ouest), qui ont creusé dans la montagne, en amont de leur confluence de profonds défilés appelés bibans,  « portes » en arabe :
- Bab El Kebir, c'est-à-dire « Grande Porte », creusée par l'oued Chebba est celle qui, de nos jours, livre passage à la route et au chemin de fer ;
- Bab Es Seghir, « Petite Porte », creusée par l'oued Bouktone est un défilé plus étroit et abrupt.

Ces passes difficiles ne semblent pas avoir été utilisées par les Romains qui, pour aller d'Est en Ouest, de Sitifis à Auzia, contournaient le massif des Bibans par le Sud.
Les Turcs en faisaient usage, mais en s'acquittant d'un droit de péage aux tribus de la région.

## Historique de l'expédition

### Contexte
Les Mokranis sont vassaux du bey de Constantine depuis le XVIIIe siècle, mais de manière singulière, car le bey leur paye un tribut pour le passage sur leur territoire (l'ouadia instauré par le sultan Bouzid) au lieu-dit des Portes de Fer au sud de la Kabylie. La nouvelle de la chute du dey Hussein, lors de la prise d'Alger en 1830, se propage rapidement à travers tout le pays, lors du retour des contingents vaincus dans les tribus. Ben Abdallah Ben Bouzid Mokrani, cheikh de la Medjana, meurt en 1830 et s'ensuit une querelle de succession entre son neveu Ahmed Mokrani et son cousin et khalifa Abdesselem Mokrani, sur fond d'instabilité du beylik de Constantine. Chacun des deux prétendants cherche successivement l'appui du bey de Constantine, de la France et de l'émir Abd el Kader.  Le Siège de Constantine (1837) et la fuite de Ahmed Bey, fait que l'influence des deux prétendants va se calquer sur les intérêts divergents de la France et de l'émir Abd el Kader dans la région,. 
En décembre 1837, Abd el-Kader se rend dans l'Ouannougha pour organiser sa présence dans la région qu'il considère comme partie de son royaume. Les deux cousins rivaux Abdesselem et Ahmed offrent chacun de reconnaître sa souveraineté à leurs conditions. Abdesselem Mokrani étant en position plus favorable, c'est lui qui est nommé khalifa de la Medjana (représentant, seigneur de la Medjana). Ahmed Mokrani cherche à renverser son cousin mais celui-ci est soutenu par Hachem, les Ouled Madi de Msila et les marabouts. Même la tribu des Aït Abbas, pourtant favorable à Ahmed Mokrani, voit naître une contestation à partir d'Ighil Ali, Tazaert et Azrou. Pour ne pas être assiégé dans sa Kalâa, il doit se réfugier chez la tribu voisine des Beni Yadel à El Main.
Ahmed Mokrani est capturé en 1838 par Abdesslam Mokrani, puis il s'exile dans le Hodna. Il se rend finalement à Constantine et reconnait l'autorité française ; il est dès lors fait khalifa de la Medjana pour le compte de la France. C'est lui qui, en octobre 1839, permet aux troupes françaises de passer les Portes de Fer, leur donnant l'autorisation de passage en son nom pour contrer l'influence d'Abdesslam, allié à l'émir Abd El Kader. Ahmed Mokrani en tire parti, en reconstituant son fief et triomphe définitivement de son cousin et rival Abdesslam Mokrani en 1841.

### Les préparatifs
À la fin de l'année 1838, le maréchal Bugeaud jugeant utile de relier Constantine, prise en 1837, à Alger par les Bibans, territoires revendiqués par l'émir Abd el Kader, demande au général Galbois, gouverneur de Constantine, d'entreprendre l'opération. Ahmed Mokrani, père du cheikh El Mokrani, khalifa de la Medjana, s'offre comme guide et garant de l'entreprise. Deux colonnes françaises, l'une venant d'Alger et la seconde de Constantine, doivent se rencontrer aux Portes de Fer. En raison de fortes pluies, celle d'Alger reporta son départ ; celle de Constantine avance jusqu'à Sétif qu'elle atteint le 15 décembre 1838, s'y arrête le temps d'installer une garnison puis prend le chemin du retour sans avoir eu à combattre.
En mai 1839, le général Galbois revient à Sétif où de nombreux chefs de tribus viennent lui offrir leur soumission, non sans quelque résistance du khalifa Abdeslam El Mokrani, cousin d'Ahmed, qui échouant dans sa tentative d'attaquer la troupe près de Sidi Embarek se replie sur Zemmoura.

### L'expédition
Le 16 octobre 1839, trois jours après le deuxième anniversaire de la prise de la ville, le maréchal Valée, gouverneur général, et le duc d'Orléans, partis de Constantine, arrivent à Sétif où une cérémonie grandiose les attend. Les khalifas au service de la colonisation étaient là, chacun accompagné de son goum richement paré. 
Le 25 octobre 1839, ils s'arrêtent à Aïn Turc où Ahmed El Mokrani les rejoint pour leur annoncer que la route vers l'Ouest est sûre. Il les invite chez lui à Medjana où ils passent la nuit. Le 27 octobre, ils traversent les Portes de Fer par Bab Es Seghir et rejoignent sans encombre Alger le 2 novembre.

### La réaction d'Abd el-Kader
Ce voyage effectué pour la première fois sans incidents permet à l'autorité militaire d'affirmer la souveraineté française sur des régions encore insoumises, avec l'appui des chefs locaux.
L'Émir Abd el-Kader, alors à Tagmount dans la région de Tiaret, est mis au courant de l'opération dès le 31 octobre par l'entremise d'un messager envoyé par Abdeslam El Mokrani. L'Émir part immédiatement pour Médéa, où, dès son arrivée le 3 novembre 1839, il proclame la reprise de la guerre contre la France qui venait de violer le Traité de la Tafna.
« Pour faire tomber les oppositions de la féodalité indigène disposée à se rallier à nous, pour vaincre l'inertie des démocraties berbères désireuses de s'isoler de la lutte, le 20 novembre, le jour de l'Aïd el Kebir, l'émir, parlant avec le double prestige de Chérif et de moqadem des Qadiriyya, proclamait le djihad.... » écrit Louis Rinn (de).
Aussitôt, des soulèvements ont lieu dans toutes les régions y compris dans les Bibans et la plaine de Sétif.

## Les Portes de Fer dans la culture duXIXesiècle

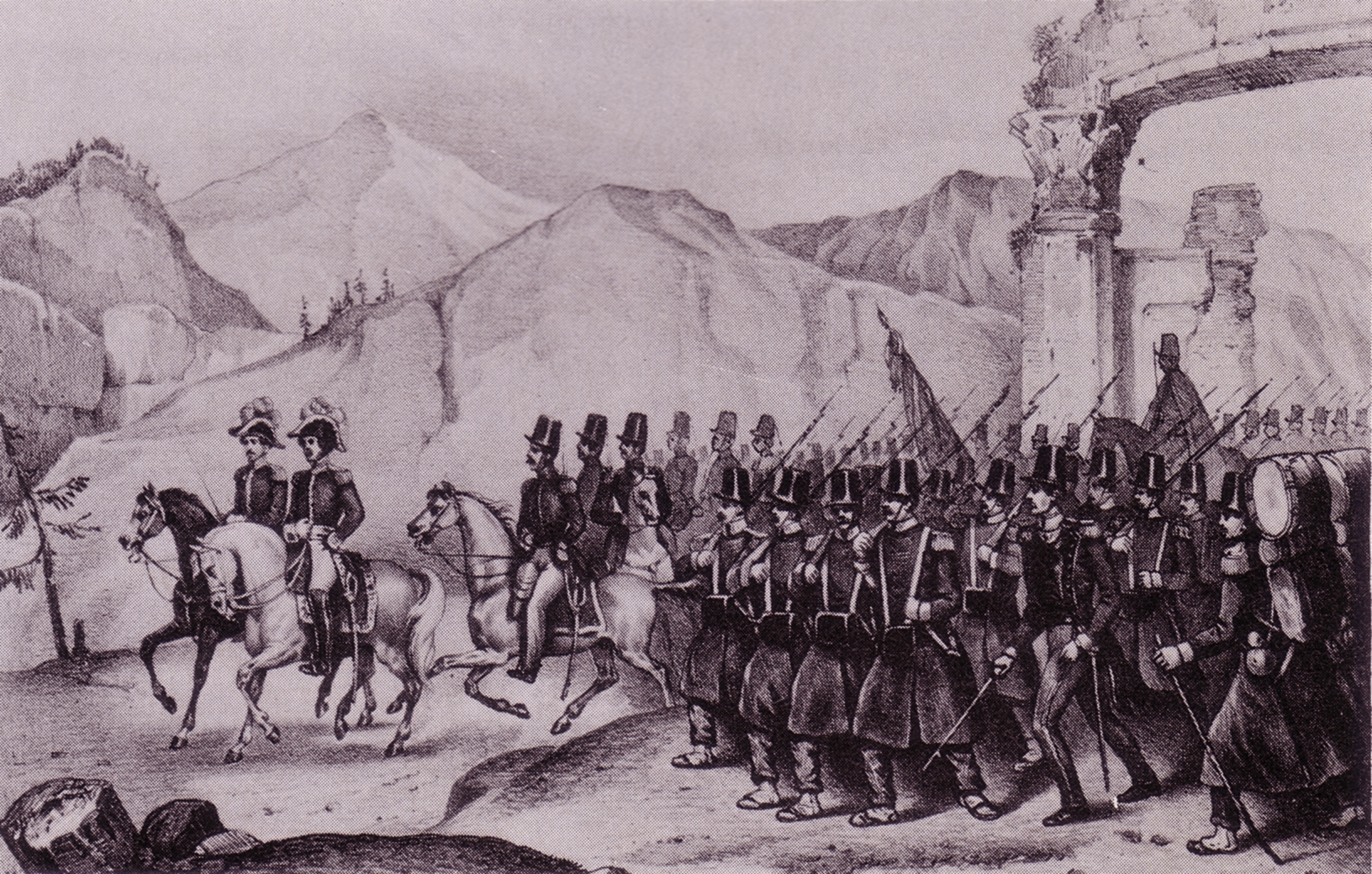
L'armée française passe les Portes de fer.

Le passage par les Portes de Fer est un épisode de la conquête de l'Algérie par la France qui a été illustré par plusieurs peintres, notamment Adrien Dauzats et Hippolyte Bellangé.

## À noter
Le duc d'Orléans avait pour aide de camp honoraire, le futur général de l'Union Philip Kearny qui fut décoré de la croix de la Légion d'honneur en 1860.